# Nyárasd
Nyárasd (szlovákul Topoľníky, korábban Nárazd) község Szlovákiában, a Nagyszombati kerületben, a Dunaszerdahelyi járásban.

## Fekvése
Dunaszerdahelytől 13 km-re keletre, a Kis-Duna jobb partján fekszik. A mai település 1940-ben keletkezett Alsónyárasd és Felsőnyárasd egyesítéséből.

## Élővilága
Nyárasdon a Nádszeg felől bejövő főúton lévő gólyafészek 2012-ben üresen maradt. Az Ekecs felőli gólyafészekben viszont három fióka kelt ki 2012-ben és 2013-ban is. Azóta mindkét fészek kapott fémalátétet.

## Története
Nyárasd falu egykor nem a mai helyén, hanem a Kis-Duna mellett feküdt. A sorozatos árvizek és a török betörések miatt költözött mai helyére.
Már a 12. században lakott volt, első írásos említése 1113-ból származik. Lakói 1193-ban kaptak engedélyt kápolna építésére. Felsőnyárasd a 13. században jött létre azon a területen, amelyet IV. Béla király a pozsonyi káptalannak adott. Írott forrásban 1451-ben említik először. 1553-ban 7 adózó portája volt. 1720-ban malom és 29 adózó háztartás volt a településen. 1828-ban 138 háza és 989 lakosa volt. Lakói vadászattal, halászattal, mezőgazdasággal foglalkoztak.
Alsónyárasd 1434-ben a Fraknói család birtoka. 1553-ban a garamszentgyörgyi és éberhárdi uradalom része. 1647-ben a Pálffy család birtoka lett, a családnak nemesi kúriája is állt itt. A 17. század második felében sörfőzdéje volt és állatvásárairól volt híres. 1720-ban 23 adózó háztartása volt. A század közepén az önálló alsónyárasdi uradalom központja lett. Itt volt az ország egyik legnagyobb vizafogó helye, ahonnan a sóval tartósított halat messze földre szállították. 1796-tól pallosjoggal és vásártartási joggal is rendelkező mezőváros volt. Római katolikus temploma 1755-ben épült. 1828-ban 99 házában 716 lakos élt.
1849-ben két csatát is vívott itt a honvédsereg a császáriakkal, erre emlékmű emlékeztet. Külön sírkő emlékeztet Geramb osztrák ezredesre, aki itt esett el a komáromi honvédekkel vívott első csatában, 1849. január 13-án.
Fényes Elek szerint "Nyárasd (Alsó), magyar m. v., Poson vgyében, a Posonból Komáromba vivő országutban, Bőőstől 7 1/2 ut. p. Komáromtól pedig 5 mfdnyire. Számlál 1020 kath., 9 evang. 5 zsidó lak. Kath. paroch. templom. Nagy vendégfogadó; több urasági tiszti lakás és gazdasági épület. Tágas határja igen termékeny; rétje, legelője bőven; erdeje kevés. Lakosai sok szarvasmarhát, lovat, az uraság pedig sok juhot tartanak. Országos vásárjai szarvasmarhákra nézve ismeretesek. F. u. gr. Pálffy Ferencz."
"Nyárasd (Felső), magyar falu, Poson vmegyében, Alsó-Nyárasd mellett, a pesti országutban. Számlál 133 kath. lak. Határa hasonló az Alsó-Nyárasdéhoz. F. u. a posoni káptalan."
Alsó és Felsőnyárasd a trianoni békeszerződésig Pozsony vármegye Dunaszerdahelyi járásához tartozott.

### Az első nyárasdi csata
A falu mellett zajlott 1849. január 13-án. A komáromi vár legénységének ez volt az első csatája az osztrákokkal, akik a Csallóköz nagy részét uralták (1848 decemberében Neustadter tábornok itt helyezte el egyik dandárját). A magyar sereg Querlonde Ferdinánd parancsnoksága alatt 3 zászlóalj gyalogosból, egy század Hunyadi-huszárból és két tüzérütegből állt. Querlonde egyórai ágyúzás után gyalogos és huszárrohammal támadt az osztrákokra. A csatát az ellenség parancsnokának, báró Geramb alezredesnek ágyúgolyó általi halála döntötte el, miután az osztrák csapatok menekülni kezdtek és meg sem álltak Pozsonyig.

## Népessége
| Év:            | 1994. | 2004.   | 2014.   | 2024.   |
| -------------- | ----- | ------- | ------- | ------- |
| Emberek száma: | 2991  | 3001    | 3018    | 3122    |
| Eltérés:       |       | +0,33 % | +0,56 % | +3,44 % |

| Év:            | 2023. | 2024.   |
| -------------- | ----- | ------- |
| Emberek száma: | 3132  | 3122    |
| Eltérés:       |       | -0,31 % |

1880-ban Alsónyárasd 1164 lakosából 1091 magyar és 21 szlovák anyanyelvű volt.
Felsőnyárasd 551 lakosából 521 magyar és 1 szlovák anyanyelvű volt.
1890-ben Alsónyárasd 1437 lakosából 1406 magyar és 9 szlovák anyanyelvű volt.
Felsőnyárasd 620 lakosából 614 magyar és 1 szlovák anyanyelvű volt.
1900-ban Alsónyárasd 1498 lakosából 1484 magyar és 6 szlovák anyanyelvű volt.
Felsőnyárasd 610 lakosából 605 magyar és 2 szlovák anyanyelvű volt.
1910-ben Alsónyárasd 1487 lakosából 1483 magyar és 3 szlovák anyanyelvű volt.
Felsőnyárasd 624 lakosából 624 magyar anyanyelvű volt.
1921-ben Alsónyárasd 1547 lakosából 1523 magyar és 5 csehszlovák volt.
Felsőnyárasd 751 lakosából 749 magyar volt.
1930-ban Alsónyárasd 1572 lakosából 1497 magyar és 14 csehszlovák volt.
Felsőnyárasd 712 lakosából 700 magyar és 3 csehszlovák volt.
1941-ben 2321 lakosából 2317 magyar és 3 szlovák volt.
1970-ben 2987 lakosából 2851 magyar és 122 szlovák volt.
1980-ban 3002 lakosából 2866 magyar és 115 szlovák volt.
1991-ben 2931 lakosából 2834 magyar és 80 szlovák volt.
2001-ben 3015 lakosából 2805 magyar és 158 szlovák volt.
2011-ben 3045 lakosából 2690 magyar és 186 szlovák volt.
2021-ben 3116 lakosából 2696 (+48) magyar, 315 (+54) szlovák, 3 (+9) cigány, 1 (+1) ruszin, 8 egyéb és 93 ismeretlen nemzetiségű volt.

## Neves személyek
- Alsónyárasdon szolgált Szaiff János római katolikus plébános
- Itt szolgált Elek Lajos (1921-2007) plébános.
- Itt szolgált Karaffa János (1973-2021) szlovákiai magyar plébános.
- Itt dolgozott Janiga József (1946-2004) felvidéki magyar festő, grafikus, illusztrátor, pedagógus, a Csallóköz festője

## Nevezetességei

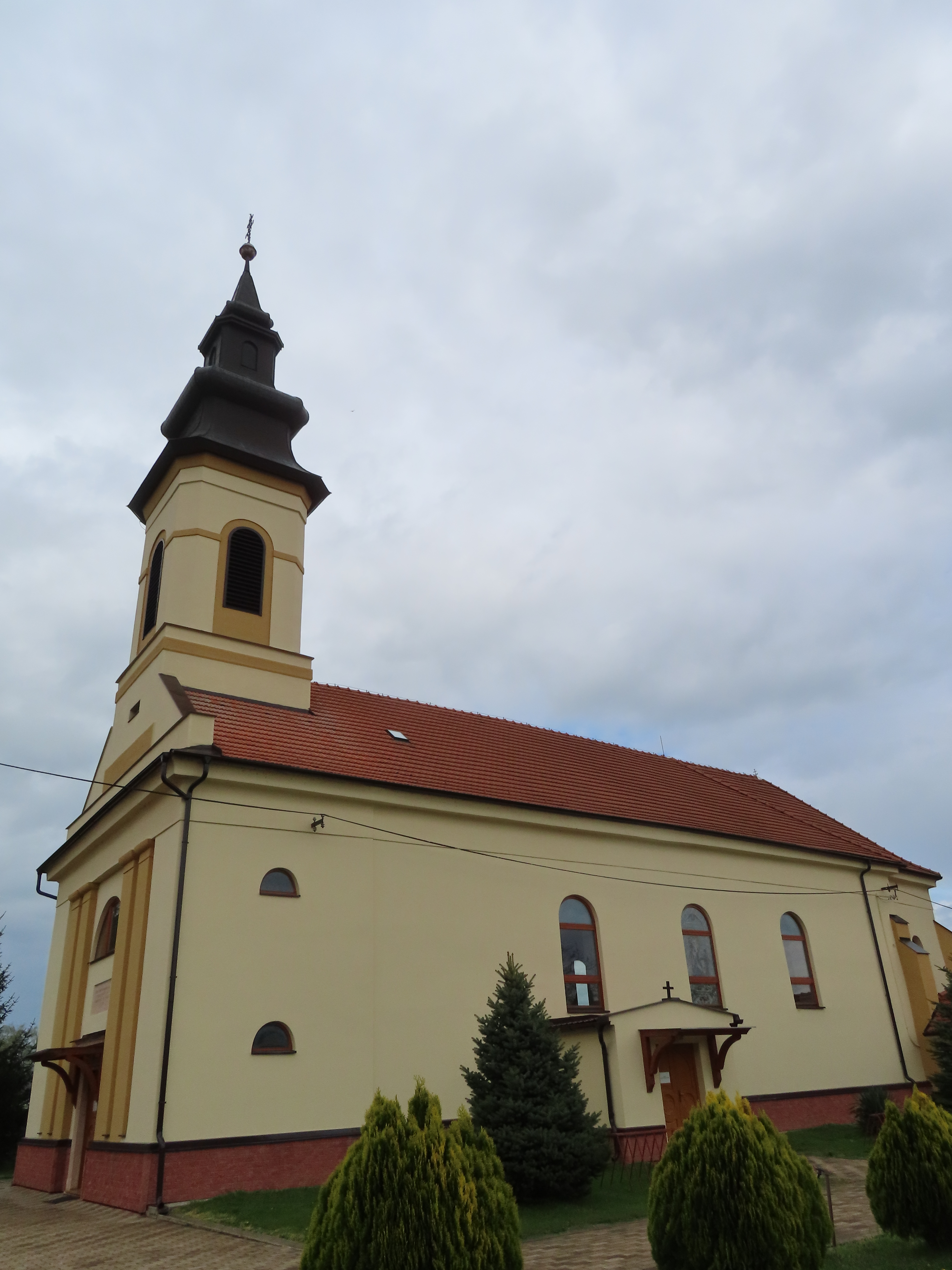
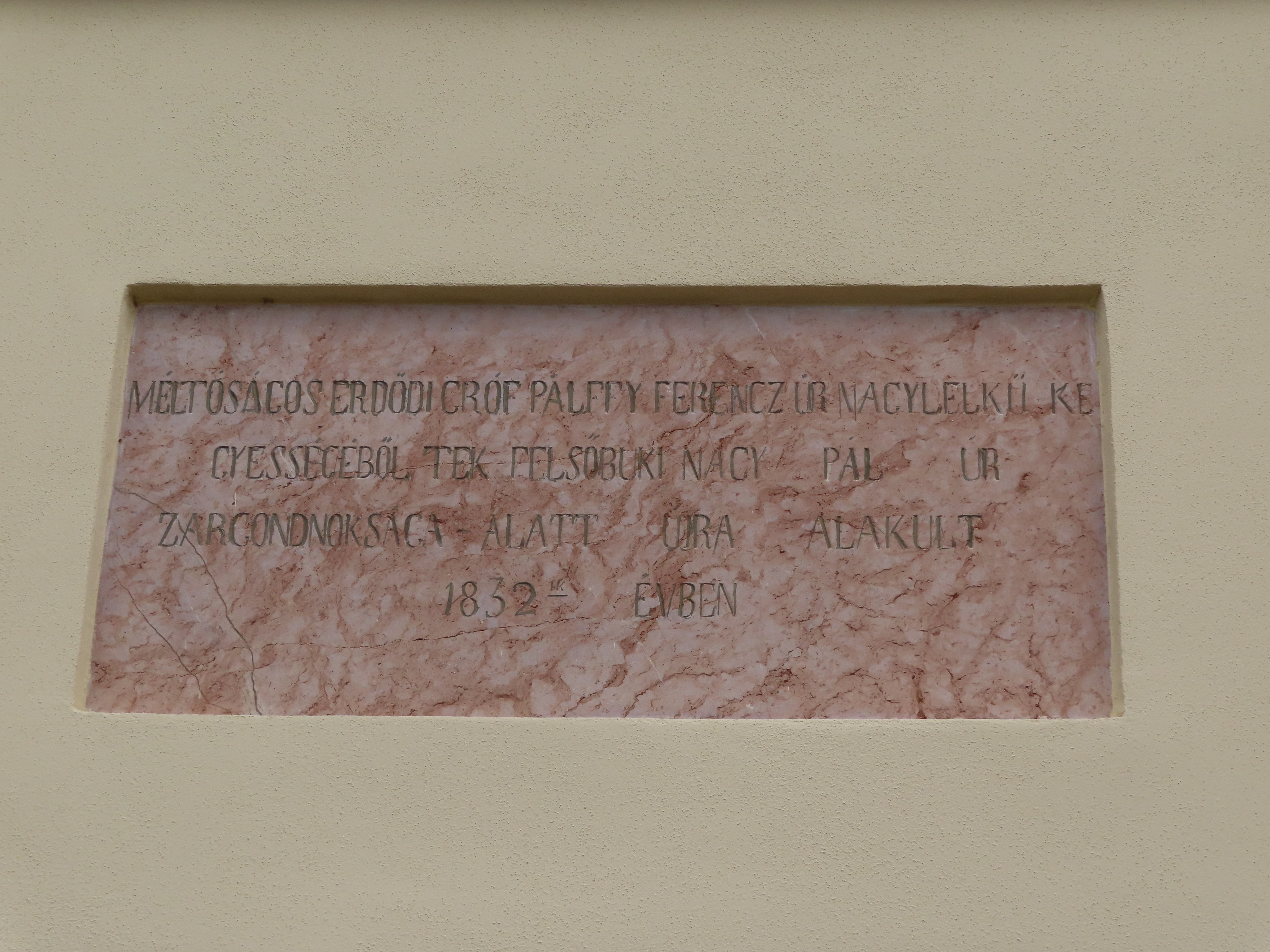
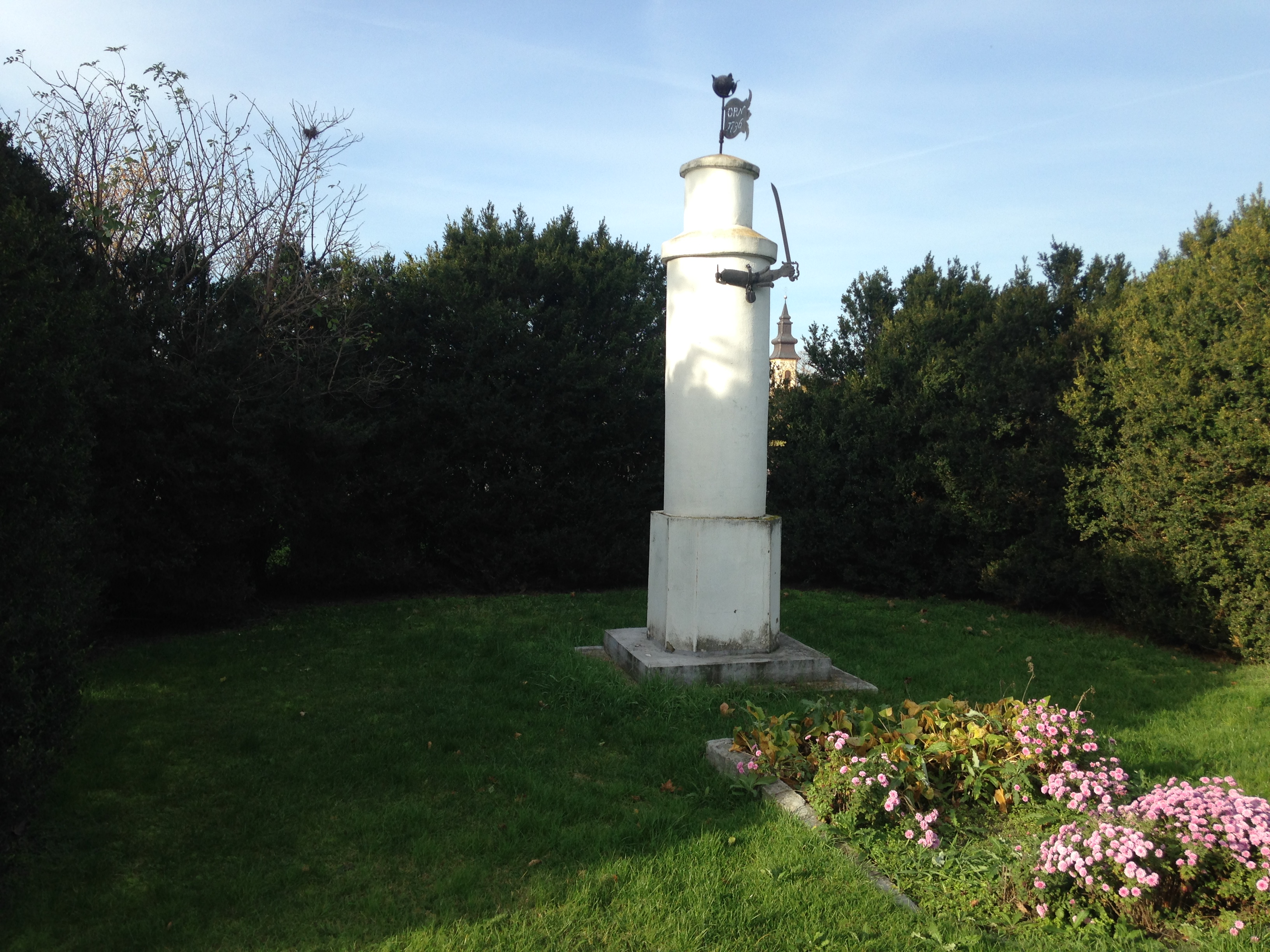
Pellengér
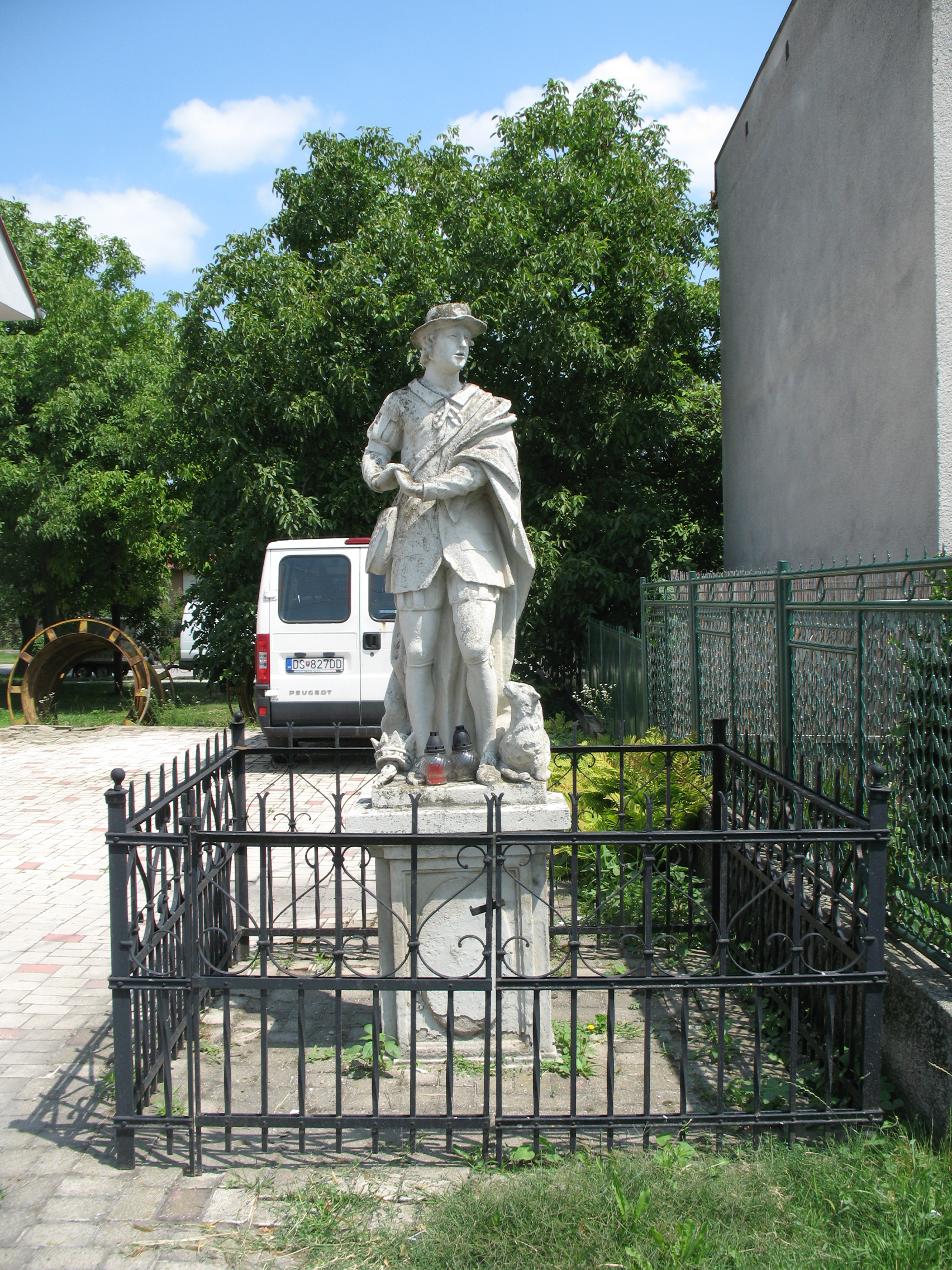
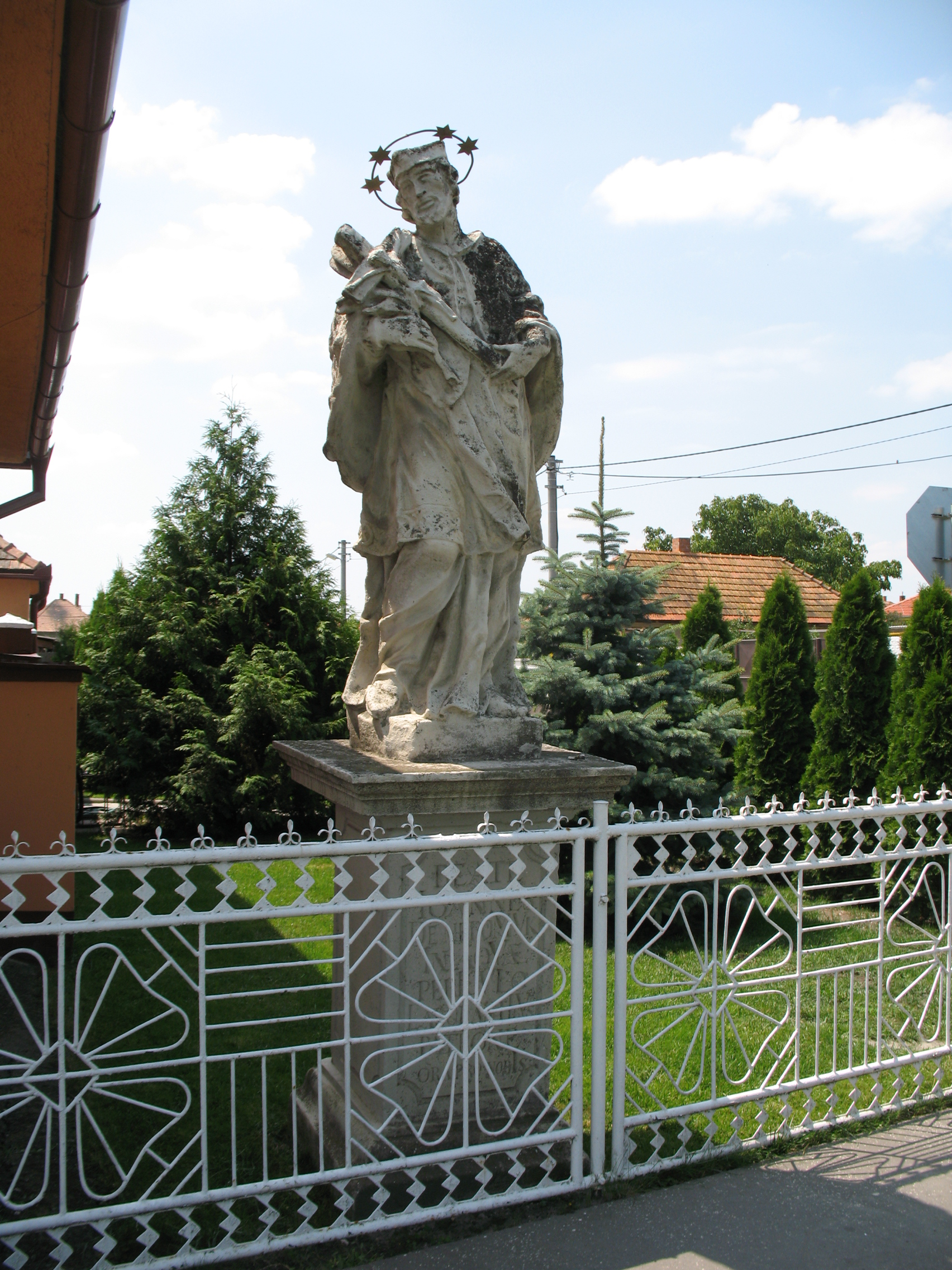
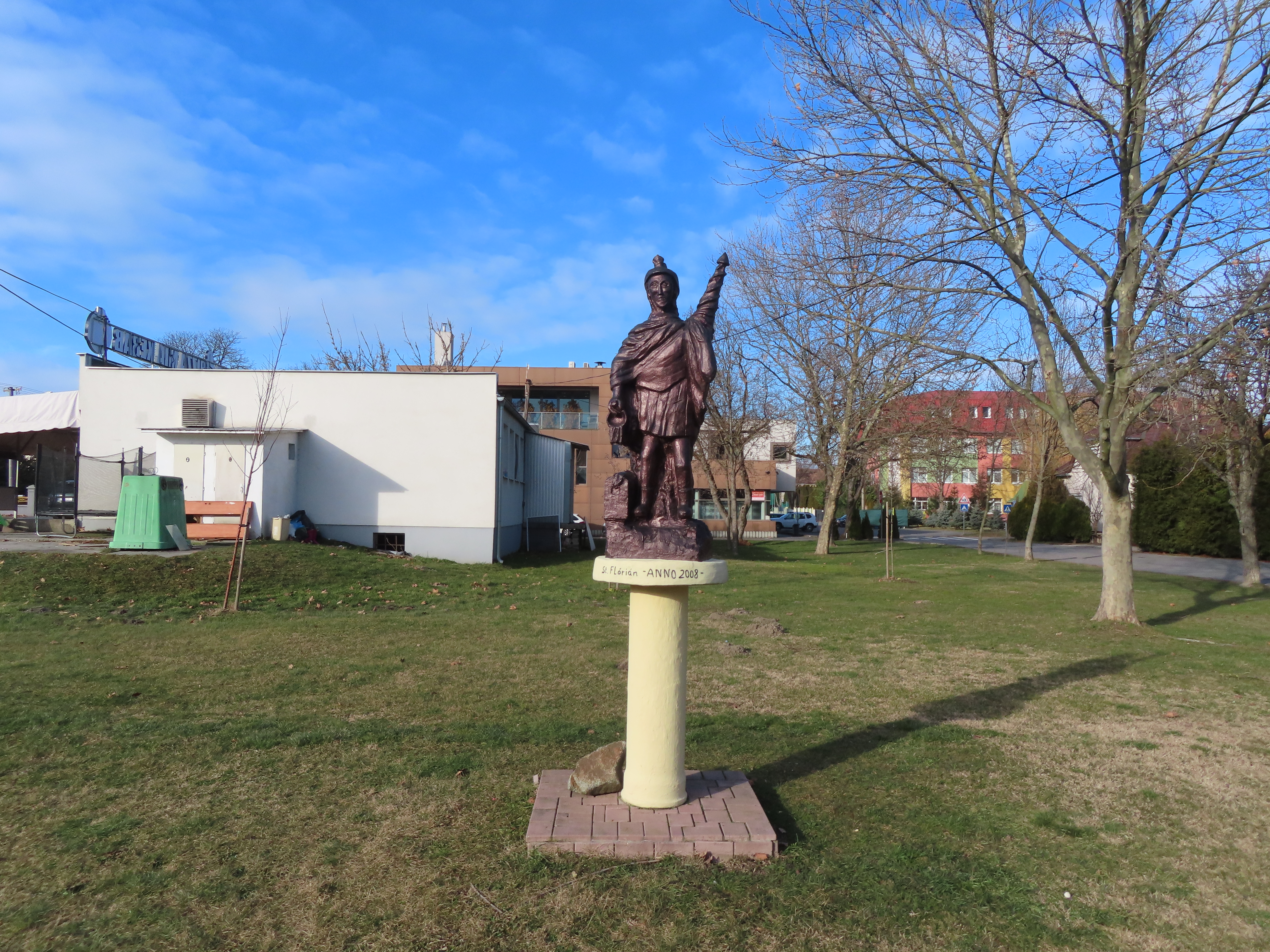
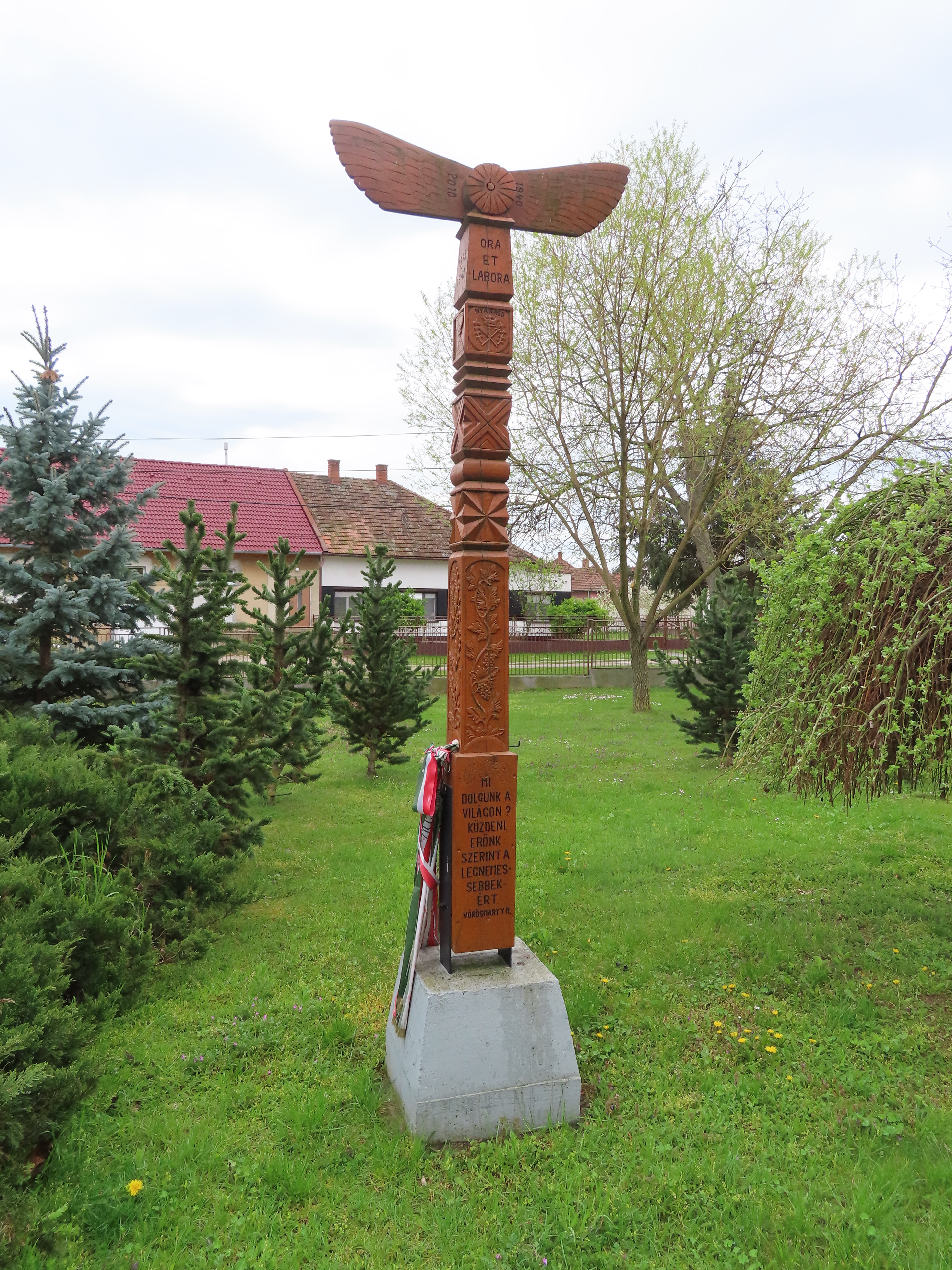
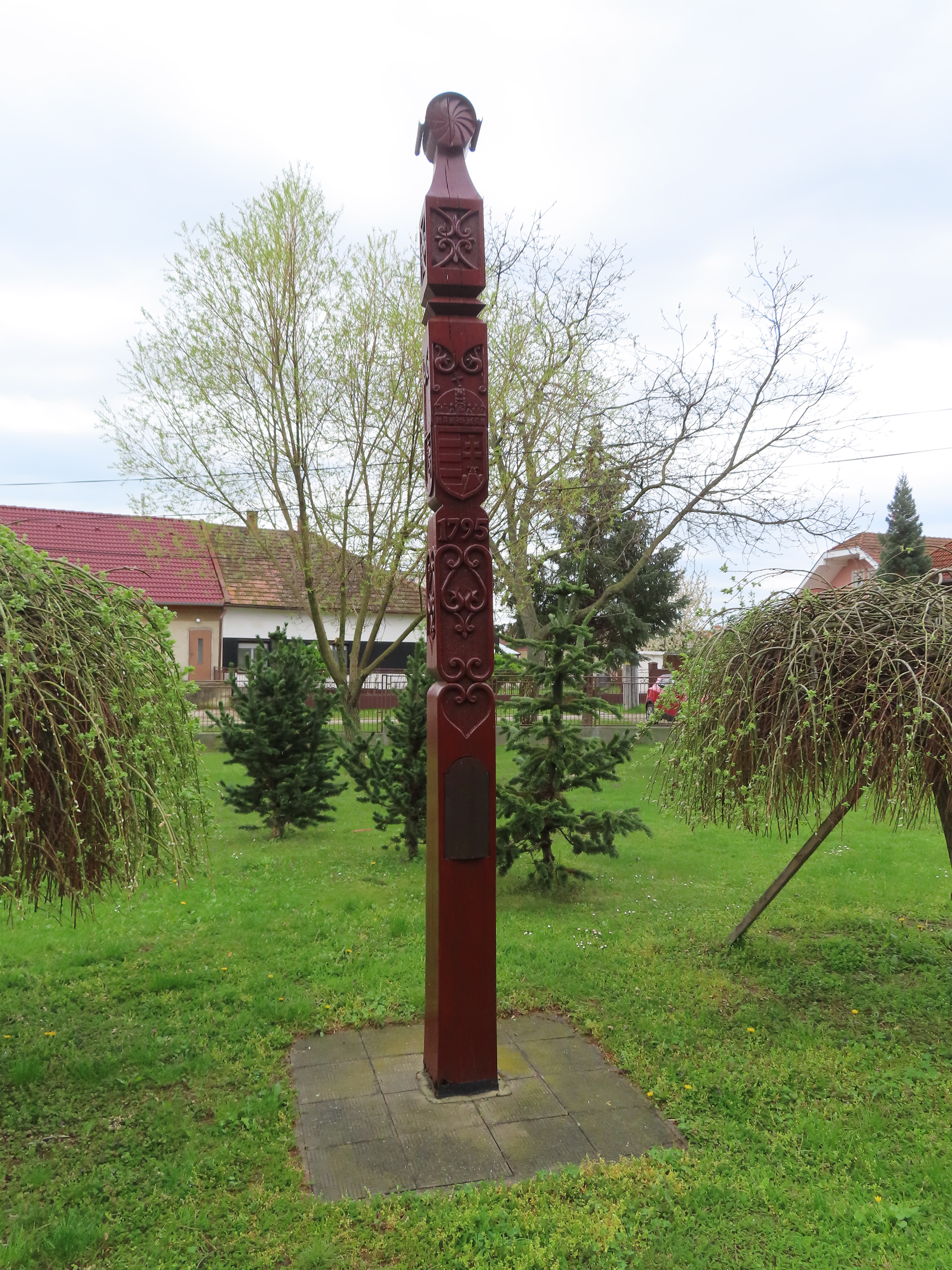

- Az 1849. évi csaták emlékműve. A Sas utca végébe áthelyezett emlékmű és a temetőben az elesett hősök tiszteletére emelt obeliszk.
- Kisboldogasszony tiszteletére szentelt római katolikus temploma 1755-ben épült, majd a 19. század közepén késő klasszicista stílusban építették át.
- A Szentháromság kápolna 2003-ban épült, 1914-ben épített elődjét az 1970-es években bontották le.
- A pallosjog emlékműve.
- Szent Vendel szobra 1802-ben, Nepomuki Szent János szobra 1759-ben készült.
- A Petőfi-emlékmű 1995-ben készült.
- Szent Flórián szobrát 2008 májusában avatták fel.
- A községnek 36 fokos vízű termálfürdője van. Az 1400 méter mélységű kútból feltörő termálvíz ásványianyagtartalma 2‰. A három medencével (25 méteres úszómedence, ülőmedence, gyermekmedence) rendelkező fürdő befogadóképessége 600 fő. A hévíz mezőgazdasági hasznosítását az 1980-as években valósították meg, mely a szomszédságában fekvő termelőszövetkezeti 7 hektáros üvegház fűtése mellett a szövetkezeti irodaház és a sportcsarnok fűtését is ellátta.
- A falunapot 1999 óta június 20-a táján rendezik meg.

## Kultúra
- Sarló citerazenekar;
- Tekergők színjátszókör.
- Sarló '82 hagyományőrző citerazenekar

## Külső hivatkozások
- Hivatalos oldal
- Községinfó
- Nyárasd Szlovákia térképén
- E-obce.sk Archiválva 2009. május 6-i dátummal a Wayback Machine-ben